# Paint the Town Red (computerspel)
Paint the Town Red is een computerspel dat voor het eerst werd uitgebracht in oktober 2015. Het spel is ontwikkeld door de Australische, onafhankelijke gamestudio South East Games en is beschikbaar op verschillende platforms, waaronder Windows, MacOS, Linux en Nintendo Switch.

## Concept
Het concept van Paint the Town Red is eenvoudig maar vermakelijk: spelers nemen de controle over een personage dat zich door verschillende levels vol vijanden moet vechten om te overleven. De graphics zijn minimalistisch en de personages zijn allemaal blokkerig en in een retro-stijl ontworpen, maar dit draagt juist bij aan de sfeer tijdens het spelen van het spel. 
Het spel heeft een grote nadruk op fysieke gevechten en spelers kunnen verschillende wapens en voorwerpen oppakken om te gebruiken tegen hun vijanden. Denk hierbij aan messen, zwaarden, roeispanen maar ook appels, voedseltrays en door de map verstopte vuurwapens. Spelers moeten hiermee slim en tactisch te werk gaan om te overleven, en kunnen hun omgeving gebruiken om hun vijanden uit te schakelen. Het spel biedt ook een multiplayer-modus waarin spelers samen kunnen spelen en samenwerken om de levels te overleven. 
Hoewel het spel in eerste instantie simpel lijkt, wordt het snel uitdagender naarmate spelers verder komen in het spel. Spelers zullen nieuwe vijanden en moeilijkere levels tegenkomen, waardoor het spel spannender wordt en de uitdaging toeneemt. 

## Verhaallijn
Hoewel de game zelf geen verhaallijn heeft, werd op 26 november 2019 een nieuwe gamemode uitgebracht met een eigen verhaallijn.

## Scenario's
In de base-game van het spel waren er alleen nog maar zogeheten "Scenario's". Dit zijn gevechten op verschillende locaties en tijdstippen in de geschiedenis. Zie hieronder een lijst van Scenario's die momenteel in het spel zitten.
| # | Naam          | Locatie     | Tijdstip     | Vijanden | Baas/Bazen in het Level                              |
| - | ------------- | ----------- | ------------ | -------- | ---------------------------------------------------- |
| 1 | The Biker Bar | Bar         | 1992         | 79       | Boxer en het hoofd van de motorbende                 |
| 2 | The Disco     | Discotheek  | 1978         | 51       | Pooier, katana-baas en de bouncers                   |
| 3 | The Prison    | Gevangenis  | 1994         | 73       | Gevangene in de Isolatiecel                          |
| 4 | Pirate Cove   | Piratenbaai | 1726         | 66       | Zwartbaard en meerdere kapiteins van de piratenvloot |
| 5 | The Saloon    | Salon       | Wilde Westen | 75       | Gespierde cowboy en vogelvrijverklaarde (Outlaw)     |